# A-do-Freire
Adofreire, também conhecida como A-do-Freire, é uma localidade da freguesia de Pedrógão, concelho de Torres Novas. Conta actualmente com 144 eleitores.
A-do-Freire era, em 1747, uma pequena aldeia do termo da vila de Torres Novas. No secular estava subordinada à Comarca de Santarém, e no eclesiástico ao Patriarcado de Lisboa, situando-se na Província da Estremadura. Em 1850 era uma aldeia do termo de Torres Novas.
Consta que o seu nome deriva de um frade desconhecido, da Ordem Militar de São João de Jerusalém, que aqui teria vivido nos tempos da dominação filipina, tornando-se grande benfeitor da Igreja Paroquial de Pedrógão, na freguesia do mesmo nome. Em honra deste "freire", o brasão da freguesia de Pedrógão ostenta um escudete de gules carregado com a cruz de Malta de prata, da ordem do dito frade, carregando a faixa de ouro em chefe do escudo da freguesia.
A 14 de Janeiro de 2001, a população desta localidade boicotou as eleições presidenciais portuguesas não comparecendo às urnas para votar, em protesto contra a falta de cumprimento da promessa da autarquia de Pedrógão sobre a resolução do problema da poluição da ribeira local.